# ليونيداس ك. داير
ليونيداس ك. داير (بالإنجليزية: Leonidas C. Dyer)‏ هو محامي وسياسي أمريكي، ولد في 11 يونيو 1871 في مقاطعة وارين في الولايات المتحدة، وتوفي في 15 ديسمبر 1957 في سانت لويس في الولايات المتحدة. حزبياً، نشط في الحزب الجمهوري. وقد انتخب عضو مجلس النواب الأمريكي.